# 外埔庄

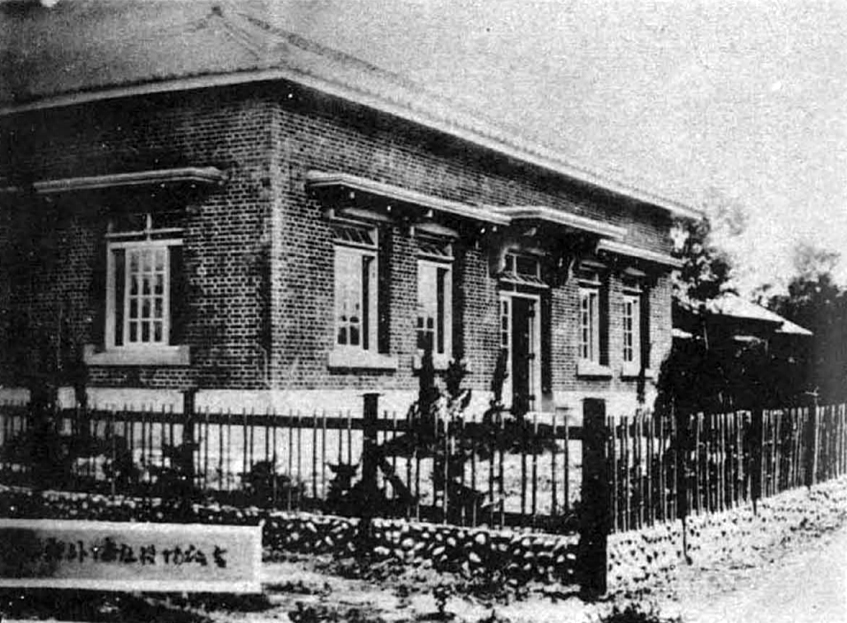
外埔庄役場

外埔庄為1920年~1945年間存在之行政區，轄屬台中州大甲郡。今台中市外埔區。

## 街原名
原屬苗栗三堡下之六份庄、馬鳴埔庄、鐵砧山脚庄、大甲東庄、內水尾、磁磘庄、土城庄、廍仔庄

## 行政區劃
外埔庄轄域內分為六分、馬鳴埔、鐵砧山、大甲東、內水尾、磁磘、土城、廍子八個大字。
- 廍子大字下有「廍子」、「六股」小字名[1]

## 設施
官署
- 外埔庄役場

學校
- 外埔公學校

會社
- 外埔信用組合